# Lokoja
Lokoja ist die Hauptstadt des Bundesstaats Kogi in Nigeria. Die Stadt hatte 2006 etwa 61.886 Einwohner.

## Lage und Wirtschaft

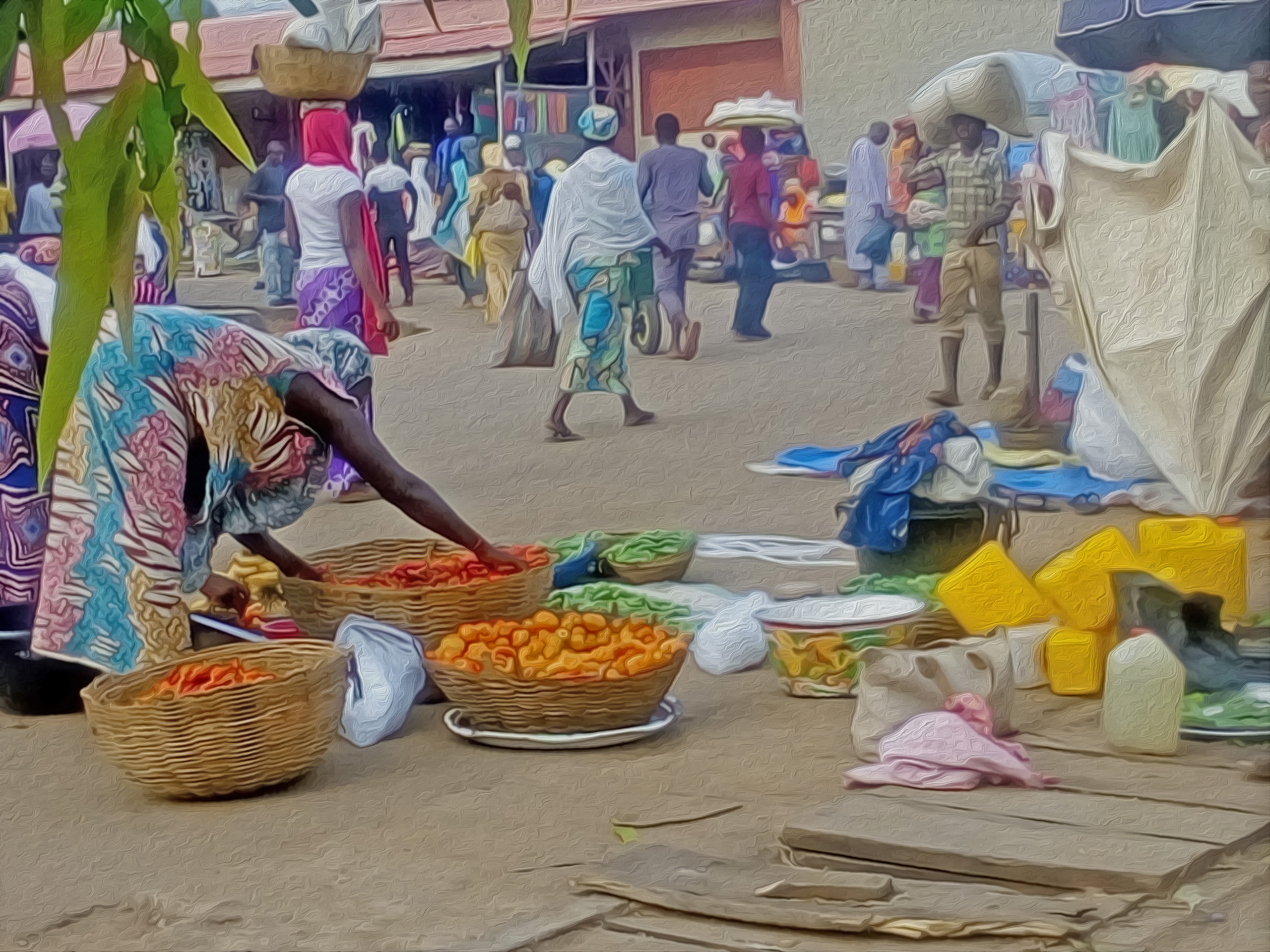
Marktplatz in Lokoja

Lokoja liegt am Zusammenfluss des Niger mit dem Benue, etwa 480 km von der Küste entfernt. In der Nähe liegt der Mount Patta (340 m).
Heute ist es ein Handelszentrum für die landwirtschaftlichen Erzeugnisse der Umgegend, hauptsächlich Baumwolle. In den nahen Bergen liegen Eisenerz-Minen.

## Geschichte
1859 entstand eine britische Handelsstation, die später Hauptsitz der Royal Niger Company war und auch als Stützpunkt christlicher Mission diente. Von 1867 bis 1869 befand sich das britische Konsulat in Lokoja.
1900 war die Gegend von Lokoja Aufmarschgebiet für britische Truppen, die den Norden Nigerias erobern sollten. Später wurde die Stadt Hauptort des britischen Protektorats Nordnigeria.

## Medienereignisse
Am 2. November 2014 kam bei einer Explosion und anschließender Revolte im Koton-Karfe-Gefängnis in Lokoja mindestens eine Person ums Leben. 144 Insassen, vorwiegend inhaftierten Anhängern der Boko Haram, gelang die Flucht aus dem Gefängnis im Bundesstaat Kogi.

## Persönlichkeiten
- Tim Akinola (* 2001), nigerianisch-englischer Fußballspieler